# Locomotiva FS Ne 120
Le locomotive FS Ne 120, in origine FS Ne 1200, sono state le prime locomotive Diesel-elettriche di grande potenza che abbiano circolato regolarmente sulla rete delle Ferrovie dello Stato italiane.
Le locomotive poi FS Ne 120, soprannominate "locomotive di guerra" rappresentano uno dei risultati dello sforzo bellico compiuto degli alleati durante la seconda guerra mondiale.
Costruite in diverse serie dal 1942 al 1945, dopo essere state impiegate sulle reti di diversi paesi del Nordafrica e del Medio Oriente giunsero in Italia nel 1944. Al termine del conflitto le Ferrovie dello Stato acquistarono 49 unità e le inserirono nel proprio parco rotabili, che era stato gravemente depauperato dalle azioni belliche.
Furono costruite dalla società statunitense Whitcomb Locomotive Works tra il 1941 e il 1944, con motore costruito dalla Buda Engine Co. su licenza Lanova e parte elettrica Westinghouse.
Già dal 1946 si manifestarono problemi di rottura delle testate dei motori Diesel originali. Anche per la difficoltà di reperire i ricambi le FS sostituirono i motori di 12 unità con altri costruiti dalla FIAT, del tipo montato sugli autotreni Diesel FS ATR 100.
Le Ne 120 si rivelarono locomotive molto robuste e adattissime al servizio di manovra pesante nei grandi scali merci e di smistamento e nell'imbarco e sbarco dalle navi traghetto. Pertanto, raggiunto il termine della vita utile dei motori, le FS anziché demolirle decisero di sottoporle a un radicale ammodernamento, compiuto tra il 1965 e il 1974. Le macchine ammodernate vennero riclassificate nel nuovo gruppo FS D.143, e hanno prestato servizio fino all'inizio del XXI secolo.

## Caratteristiche
Le locomotive Ne 120 erano costituite da un telaio a due carrelli su cui erano montati due avancorpi e una cabina di guida centrale. Nella struttura erano simili ad analoghe e diffuse realizzazioni per altre ferrovie americane. Tutt'intorno un praticabile fornito di corrimano permetteva il passaggio lateralmente e intorno agli avancorpi direttamente dalla cabina di guida. Erano perfettamente bidirezionali. 
I due carrelli, di tipo semplificato, avevano sospensione a molle elicoidali.
Erano fornite di 2 motori diesel costruiti dalla Buda, una azienda dell'Illinois su licenza della Lanova: erano a 6 cilindri, con valvole in testa, e sovralimentati. Ad essi era accoppiata una dinamo generatrice di corrente continua che alimentava i motori elettrici posti sui carrelli. La parte elettrica era di produzione Westinghouse.

### Classificazione e numerazione
La numerazione d'origine nel gruppo "1200" è quella assegnata dal Military Railway Service ed è sostituita nel 1953 da quella a tre cifre (120).

### Schemi di verniciatura
All'arrivo in Italia la livrea era sabbia, successivamente sostituito con il prugna con banda gialla; dal 1953 la livrea fu castano con varianti in castano-isabella. L'ultima livrea prima di essere trasformate in D.143 fu color verde vagone con fasce gialle, telaio rosso e tetto color alluminio.

## Esercizio

### Depositi di assegnazione
Assegnazioni nel marzo 1945: Salerno 8, Roma San Lorenzo 37 in servizio, Roma Smistamento 59 in officina.
Assegnazioni nel dicembre 1945: Compartimenti di Bologna, Ancona, Firenze e Napoli. (precedentemente anche a Verona).
Assegnazioni nel giugno 1946: 49 "Ne 1200" a Firenze 16, Roma Smistamento 29, 4 (precedentemente 18?) in officina.
Assegnazioni nel dicembre 1946: Compartimenti di Bologna, Ancona, Firenze, Napoli, Roma.
Assegnazioni nel dicembre 1951: Torino Smistamento 7, Asti 1, Alessandria 1, Milano Smistamento 4, Roma Smistamento 7, Napoli Smistamento 4, Reggio Calabria 4, Messina 10, Catania 2, Palermo 2, 7 in officina.

### Servizi svolti
Tra i servizi viaggiatori svolti dalle Ne 120 riveste particolare interesse l'esercizio a spola ante litteram istituito tra le stazioni di Priverno-Fossanova e Priverno dopo la chiusura del tronco Velletri-Priverno della ferrovia Velletri-Terracina nel 1958 e continuato fino agli anni 1970, in cui la Ne 120 di stanza a Priverno-Fossanova viaggiava intercalata tra due carrozze Corbellini a due assi o Centoporte a tre assi. Questo particolare tipo di convoglio, chiamato dalle FS "composizione speciale bloccata" e ribattezzato "pagnottella" dai ferrovieri, effettuava le uniche due coppie di treni sulla breve tratta di 8 km, con due corse di primissima mattina da Priverno a Priverno-Fossanova, precedute dai rispettivi invii a vuoto, e altrettante in serata sul percorso inverso, seguite anch'esse dai rispettivi rientri a vuoto; nell'intervallo di inoperatività delle "pagnottelle" la Ne 120 restava a disposizione per i servizi merci e di manovra.

## Conservazione museale
Nel 2014 risultavano preservate le unità 002 (oggi 143.3002), 021 (oggi 143.3019), 026 (oggi 143.3021, l'unica efficiente, in carico all'Associazione Treni Storici Liguria di La Spezia) e 020 (oggi 143.3045, sottoposta a Palermo a vincolo dalla Soprintendenza per i Beni Culturali della Regione Siciliana).

### Fonti a stampa
- 1905-1955. Il cinquantenario delle Ferrovie dello Stato, Roma, Direzione generale delle ferrovie dello Stato, 1955.
- Paolino Camposano, Prospettive della dieselizzazione dei servizi a vapore di linea e di manovra della rete FS, in Ingegneria Ferroviaria, 10 (1956), n. 7-8.
- G. Cavagnaro, Locomotive Diesel-elettriche del Gruppo Ne 1200, in La tecnica professionale, (1948), n. 10, pp. 000-000.
- Manlio Diegoli, La trazione a combustione interna, Ingegneria Ferroviaria, 16 (1961), n. 7-8, pp. 681-698. ISSN 0020-0956 (WC · ACNP).
- Ministero dei Trasporti. Ferrovie dello Stato. Direzione generale. Servizio Materiale e Trazione, Locomotive Diesel-elettriche Whitcomb, Firenze, Ministero dei Trasporti. Ferrovie dello Stato. Direzione generale. Servizio Materiale e Trazione, 1948.
- Giuseppe Vicuna, Organizzazione e tecnica ferroviaria, Roma, Collegio Ingegneri Ferroviari Italiani, 1968.

### Storiografia e complementi
- Ellis Barazzuol, Francesco Bloisi, Francesco Maria, Angelo Nascimbene e Paolo Visintini, 70 anni di manovre, in Tutto Treno, n. 287, 2014,  pp. 62-71, ISSN 1124-4232 (WC · ACNP).
- Francesco Bloisi e Francesco Maria, Truman. La italo-americane, in Tutto treno, (2003), n. 160, pp. 16–23. ISSN 1124-4232.
- Fabio Cherubini, Materiale motore FS 2000, Salò, Editrice Trasporti su Rotaie, 2000. ISBN 88-85068-26-X, pp. 133 e 162-163.
- Marcello Cruciani, Sessantacinque anni sui binari italiani, in I treni, 30 (2009), n. 315, pp. 16-17.
- (EN)  Don DeNevi e Bob Hall, United States Military Railway Service. America's soldier-railroaders in WW II, Toronto-Erin,  Stoddard-Boston Mills Press, 1992. ISBN 1-55046-021-8, pp. 53–71.
- Michele Mingari e Fabrizio Acquaviva, I "Truman", in Rf. La rivista della ferrovia, 4 (2010),n. 11, pp. 10-25. ISSN 2037-1055.
- Nico Molino, FS-Italia. Locomotive Diesel D.141 D.143 RD.142, Torino, Edizioni Elledi, 1986. ISBN 88-7649-040-X.
- Angelo Nascimbene, I tempi del Truman, in Tutto treno & storia, n. 4, 2000,  pp. 14-19, ISSN 1124-4232 (WC · ACNP).
- Angelo Nascimbene, [sine nomine] Botoli, Telex/Lettere. Evoluzione nel tempo della colorazione applicata alle Ne 120/D143, in Tutto treno, (1999), n. 119, pp. 57-58. ISSN 1124-4232.
- Angelo Nascimbene e Aldo Riccardi, Manovra: i nuovi "Badoni", FS anni '50. Prima parte: vapore e Diesel, in Tutto treno tema, n. 7, 1995,  pp. 60-65, ISSN 1124-4232 (WC · ACNP).
- Angelo Nascimbene e Luca Vanni, FS Trenitalia. Locomotive Diesel, Albignasego, Duegi, 2002. ISSN 1124-4232, pp. 18–21, 30-45, 46, 49, 125-142.
- Sergio Pautasso, Locomotive Diesel di guerra: il Gruppo Ne 120 e la trasformazione in D.143, in I treni oggi, 1 (1980), n. 4, pp. 11-18. ISSN 0392-4602.
- Fabrizio Sozzi, Truman agli sgoccioli, in I treni, 30 (2009), n. 315, pp. 12-20.
- (EN)  R. Tourret, Allied military locomotives of the Second World War, Abingdon, Tourret Publishing, 1995. ISBN 0-905878-06-X, pp. 1–15, 20-21, 28-35, 97-102, 274-279.